# Fortaleza de Santo Amaro da Barra Grande

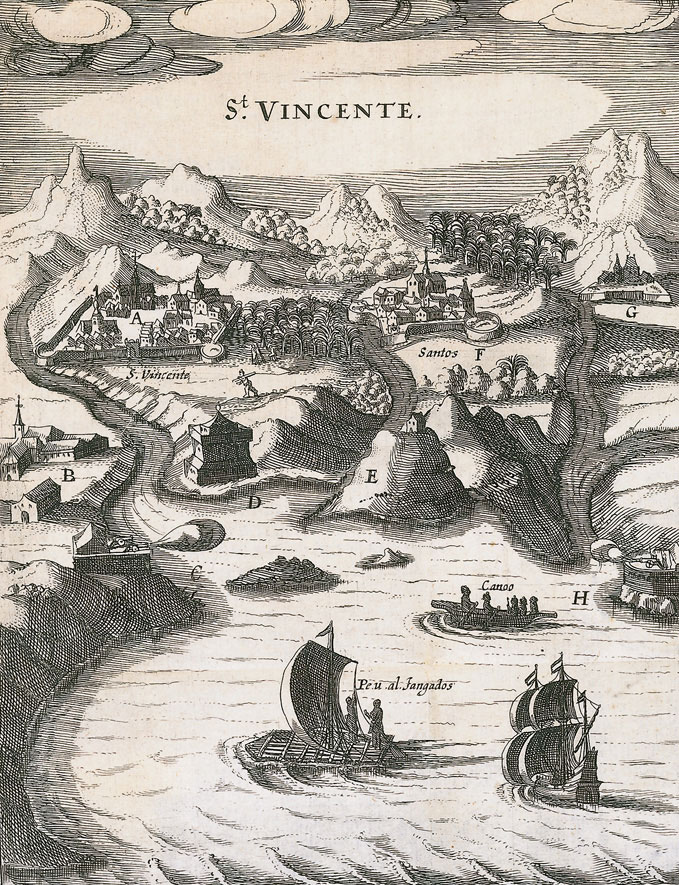
A baixada santista, na capitania de São Vicente (c. 1624).

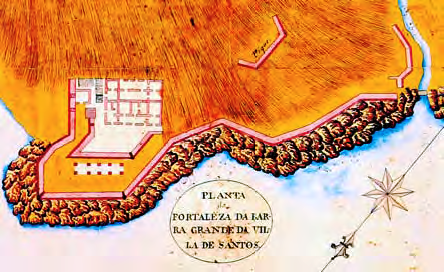
"Planta da Fortaleza da Barra Grande na Villa de Santos" (séc. XVIII). Note-se a cortina defensiva que se estendia até à praia do Góis.

A Fortaleza de Santo Amaro da Barra Grande, também referida como Fortaleza de São Miguel, Fortaleza da Praia Grande e Fortaleza da Barra Grande, localiza-se a sudeste na ilha de Santo Amaro, entre a praia do Góis e a praia de Santa Cruz dos Navegantes, batendo a Barra Grande, canal de acesso ao porto da vila (hoje cidade) de Santos, no atual município do Guarujá, no litoral do estado brasileiro de São Paulo.

## História

### Os séculos XVI e XVII
A fortaleza foi erguida a partir de 1584, no contexto da Dinastia Filipina (1580-1640), após o ataque do corsário inglês Edward Fenton (dezembro de 1583) a Santos, rechaçado por Andrés Higino, cuja frota estava sob o comando do Almirante D. Diogo Flores de Valdés no sul do Brasil, quando encontrou uma nau atacada por Edward Fenton, Diogo Flores de Valdés tinha a missão de navegar pela costa brasileira até a entrada do Estreito de Magalhães em busca de corsários como Sir Francis Drake conhecido como El Dragon, sabendo das notícias Valdés designa Higino como comandante de três Galeões para retornar à Vila de Santos e atacar os corsários. A sua planta original é atribuída ao arquiteto militar italiano Giovanni Battista Antonelli, integrante dessa armada (1582-1584), e foi artilhada com algumas peças de um galeão capturado a corsários na ocasião. SOUZA (1885) entende que essa fortificação era de fraca construção, não tendo oferecido resistência ao ataque do corsário inglês Thomas Cavendish (1590). Rechaçou a tentativa de reabastecimento do almirante neerlandês Joris van Spielbergen (3 de fevereiro de 1615), e posteriormente a tentativa de assalto do corsário francês Jean-François Duclerc (agosto de 1710), que se dirigiu em seguida ao Rio de Janeiro.

### O século XVIII
Passou a comandar a praça em 1702, o Capitão Luiz da Costa de Siqueira (Carta Patente de 23 de julho de 1702), e sua guarnição compunha-se de um alcaide e de cem soldados. A Carta-régia de 11 de setembro de 1709 mandou aumentá-la, e que do Rio de Janeiro se remetesse artilharia de grosso calibre para sua defesa. Manuel de Castro de Oliveira, um particular residente em Santos, propôs em 1711 à Coroa Portuguesa reconstruir e armar a fortaleza às suas custas, em troca de algumas mercês. A Coroa, pela Carta-régia de 26 de janeiro de 1715, aceitou o oferecimento daquele particular residente em Santos "para reconstruí-la e armá-la, mediante a mercê do foro de fidalgo, o Hábito [da Ordem] de Cristo, tença anual de 80$000 e um ofício nas Minas [Gerais], que tivesse de rendimento 400$000, para seu filho". São deste período o projeto assinado por Manuel Pinto de Villa Lobos (Fortaleza que se há de fazer na praia grande de Santos, 1712. Arquivo Histórico Ultramarino, Lisboa) e outros (Planta da Fortaleza desenhada de novo na barra grande de Santos, c. 1712; Planta da Fortaleza projetada na barra da vila de Santos, c. 1712. AHU, Lisboa). Essas obras foram iniciadas sob a orientação do engenheiro francês Brigadeiro Jean Massé (Planta de uma Fortaleza desenhada de novo na vila de Santos, c. 1714. AHU, Lisboa), com o auxílio do argento-mor Antônio Francisco Lustosa.
Em 1717 o então governador de Santos designou Luiz Antônio de Sá Queiroga para adicionar à fortaleza parapeitos, reduto, cortina, casa de pólvora e outras obras, orçadas à época em 4.000 cruzados. Durante o governo do Vice-rei e Capitão General de Mar e Terra do Estado do Brasil, D. Vasco Fernandes César de Meneses (1720-1735), foi terminada a muralha (1721), sendo a praça finalmente artilhada com trinta e duas peças (1723-1725). Novas reformas foram efetuadas em 1731-1732. Por volta de 1739 aqui esteve o Brigadeiro José da Silva Pais, com a missão de examinar esta e outras defesas no litoral santista. Este oficial foi o responsável pelo projeto da nova Casa da Pólvora e de uma capela, erguida no local da antiga Casa da Pólvora e inaugurada em 1742. ("Fortaleza de Santo Amaro da Barra Grande". In: Patrimônio: 70 anos em São Paulo).
Uma nova campanha de obras teve lugar em 1765, sendo governador da capitania de São Paulo o capitão-general D. Luís Antônio de Sousa Botelho Mourão - quarto morgado de Mateus (1765-1775), que mandou repará-la e ampliá-la devido ao seu estado precário. Cruzando fogos com o Forte da Estacada, para complemento deste sistema defensivo, mandou ainda edificar a Bateria da praia do Góis (1766), para servir como posto avançado à fortaleza. Data deste período ainda o chamado "Portão Espanhol" que a liga àquela fortificação. Em Relatório à Coroa, acerca das fortificações da Capitania, datado de 30 de junho de 1770, este governador informou que esta praça estava artilhada com vinte e oito peças: três de 24, oito de 18, três de 12, três de 8, e onze de 6.
Um relatório manuscrito descreve o estado da fortificação, entre o final do século XVIII e o início do século XIX:
"Na Barra Grande achei as portas podres e despedaçadas, o Quartel arruinado e parte dele a cair, a Casa da Pólvora por acabar; na bateria de baixo achei algumas peças montadas em carretas podres e outras no chão, muito maltratadas, de sorte que toda esta bateria está impossibilitada de fazer fogo, sendo a melhor que tem esta fortaleza por serem os seus tiros quase horizontais, e pela curta distância a que chegam os navios pode esta bateria servir de balas ardentes, de balas fixas, de balas encadeadas de plaqueta, além de ter velas e cartuchos de pinha, e até pelo ângulo que forma o canal, por onde necessariamente passam os navios, oferecem ao inimigo nove bocas de fogo reto e duas em cada flanco, que sendo bem providos, podem fazer grande dano.
Na bateria superior achei quatorze peças montadas em carretas novas, cuja bateria é inferior nas suas vantagens à de baixo por serem os seus tiros mergulhantes e só podem ser bons em maior distância, ficando incertos pela falta de bons artilheiros. Pelo prolongamento da cortina, até à porta, que dá saída para o forte da praia do Goes, se acham três peças montadas em carretas novas e nove desmontadas, algumas destas muito maltratadas, de sorte que não poderão fazer fogo por se acharem cheias de escaravelhos e uma encravada.
Na bateria baixa há um telheiro encostado à muralha superior, o qual se pode acrescentar unindo a este a casa de um índio que serve à fortaleza; em cujo telheiro se pode ter recolhida a maior parte da artilharia, com seus reparos, para se livrar dos grande sóis e imensas chuvas que há de ordinário neste país, e porque a plataforma está móvel com o terrapleno da praça e com facilidade vem esta artilharia ao seu lugar na bateria em todo e qualquer lugar.
Na mesma circunstância se pode por a bateria superior, poupando Sua Majestade por este modo a imensa despesa que continuamente está fazendo com o carretame, devendo ser este pintado a óleo de linhaça [ou] na falta deste com azeite de mamona, e uma terra que há em Cananéia que é semelhante ao roxo-terra da Itália (...)."

### Do século XIX aos nossos dias
Ao longo da sua história, as instalações da fortaleza foram utilizadas como presídio político. O Mapa das Fortificações de 1847 aponta-lhe apenas vinte e duas peças. Novamente reparada em 1885, durante a Revolta da Armada (1893-1894), as suas baterias trocaram tiros com o Cruzador República e o Cruzador Palas, a caminho do Sul (20 de setembro de 1893), tendo sofridos danos nas muralhas. Passou para a jurisdição do Ministério da Marinha (Aviso do Ministério da Guerra de 28 de agosto de 1889). Em 1894 teve lugar a última obra nesta fortificação: a reforma inacabada do quartel (MORI, 2003:155).
No século XX foi desarmada e o seu material entregue ao 3º Batalhão de Artilharia, a fim de aquartelar um Destacamento do 24º Batalhão de Infantaria que iria trabalhar nas obras do Forte de Itaipu (Aviso nº 484, de 17 de março de 1905), dentro do projeto de reforma da defesa do Porto de Santos. À medida que as obras do Forte de Itaipu evoluíram, perdeu importância estratégica, até ser finalmente desativada (1911). Durante a Revolução Constitucionalista de 1932, aquartelou a 3ª Companhia do Batalhão de Engenharia de Santos, servindo como Posto Angular (Posto de Paralaxes): recebeu aparelhos telefônicos e alto-falantes, a fim de manter comunicação constante entre a defesa minada da barra de Santos e os oficiais engenheiros de plantão que as comandavam. Em uma das guaritas da fortaleza, assim como em pontos estratégicos do canal, foram instaladas baterias acumuladoras para a detonação das minas. Ao final da década de 1940 abrigou instalações da extinta Polícia Marítima e Aérea, e a partir de 1956 passou a ser utilizada como sede náutica do Círculo Militar de Santos. O imóvel, de propriedade da União, e o entorno do fortaleza foram tombados pelo Patrimônio Histórico e Artístico Nacional em 23 de abril de 1964, e pelo Conselho de Defesa do Patrimônio Histórico, Arqueológico, Artístico e Turístico (CONDEPHAAT), órgão do Governo do estado de São Paulo, em 1981.
Em 1990, a comunidade estudantil do Guarujá se movimentou em defesa deste patrimônio, e finalmente, em 2 de setembro de 1993, foi assinado um Protocolo de Intenções entre o IPHAN, a Prefeitura Municipal de Guarujá e a Universidade Católica de Santos (UNISANTOS), visando a restauração do conjunto. A reinauguração teve lugar em 21 de abril de 1997, tendo como padrinho o professor Élcio Rogério Secomandi, assim homenageado pelo entusiasmo e dedicação do trabalho desenvolvido. Destaca-se no processo a doação para a capela do conjunto, do mural "Vento Vermelho", de vinte metros quadrados, pela família do artista plástico Manabu Mabe.
Homenageada pela ECT com a emissão de uma bonita peça filatélica e carimbo comemorativo (21 de abril de 1999), o acesso à fortaleza pode ser feito por Santa Cruz dos Navegantes ou, de barco, com saída pela Ponte Edgard Perdigão, em Santos.